# Museo Kon-Tiki

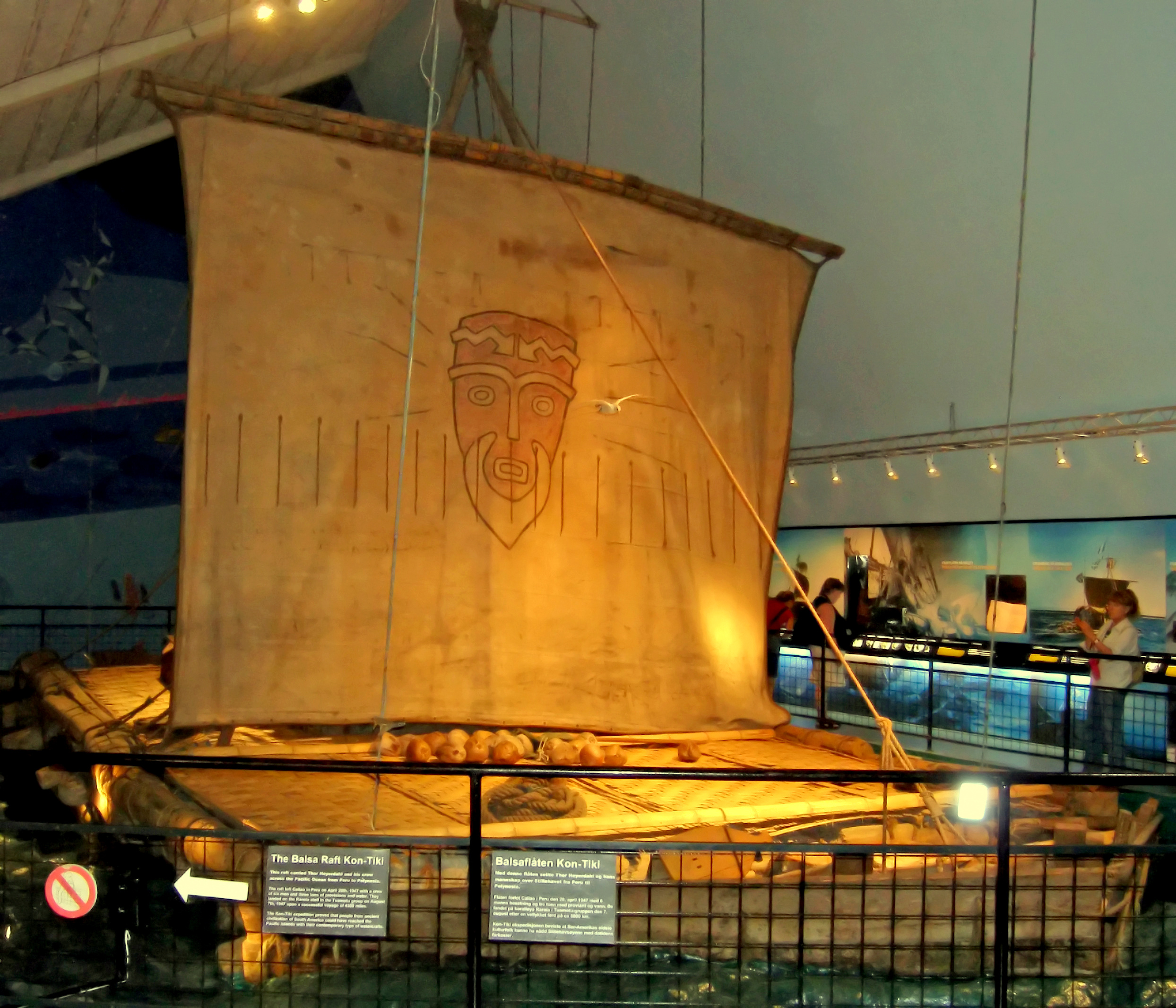
El barco Kon-Tiki.

El Museo Kon-Tiki es un museo en Oslo, Noruega, que conserva una serie de embarcaciones y objetos culturales colectados durante las expediciones de Thor Heyerdahl. Se ubica en la península de Bygdøy.
El museo fue construido con el propósito original de albergar al Kon-Tiki, una embarcación construida con madera de balsa y basada en un modelo peruano precolombino. Esta embarcación fue empleada por Heyerdahl para navegar entre Perú y la Polinesia siguiendo las corrientes marinas en 1947.
Otra embarcación es el Ra II, construido con cañas de plantas acuáticas de acuerdo a la concepción que tenía Heyerdahl sobre la apariencia de las embarcaciones de este tipo en el Antiguo Egipto. El explorador utilizó este barco para viajar desde África del Norte al Mar Caribe, después de que un intento anterior en el Ra I había fracasado antes de alcanzar su objetivo.
El museo incluye también una colección de objetos culturales que el explorador noruego llevó consigo tras sus investigaciones arqueológicas en la Isla de Pascua, así como una copia de las famosas esculturas conocidas como moái.
Entre los objetos más recientes incluidos en el museo está una copia de un relieve de los míticos hombres pájaro que el grupo de Heyerdahl encontró en Túcume, en el norte del Perú. La similitud entre estos hombres pájaro peruanos con los Tangata Manu de la Isla de Pascua son la base más fuerte de la teoría sobre el contacto entre Sudamérica y la Isla de Pascua antes de la llegada de los europeos.
Hay también una colección que ejemplifica el uso de barcos de junco en diferentes partes del mundo, así como otros materiales que con los que Heyerdahl reforzaba sus teorías sobre grandes migraciones humanas a través de los océanos en tiempos prehistóricos.

## Restituciones
A través de tratados con el Ministerio de las Culturas, las Artes y el Patrimonio de Chile, desde 2019 el museo ha retornado a Isla de Pascua diversas piezas que fueron recolectadas por Heyerdahl, donde se encontraban piezas artísticas, fósiles, restos humanos óseos (conocidos como Ivi Tupuna).